# 格拉斯哥 (密苏里州)

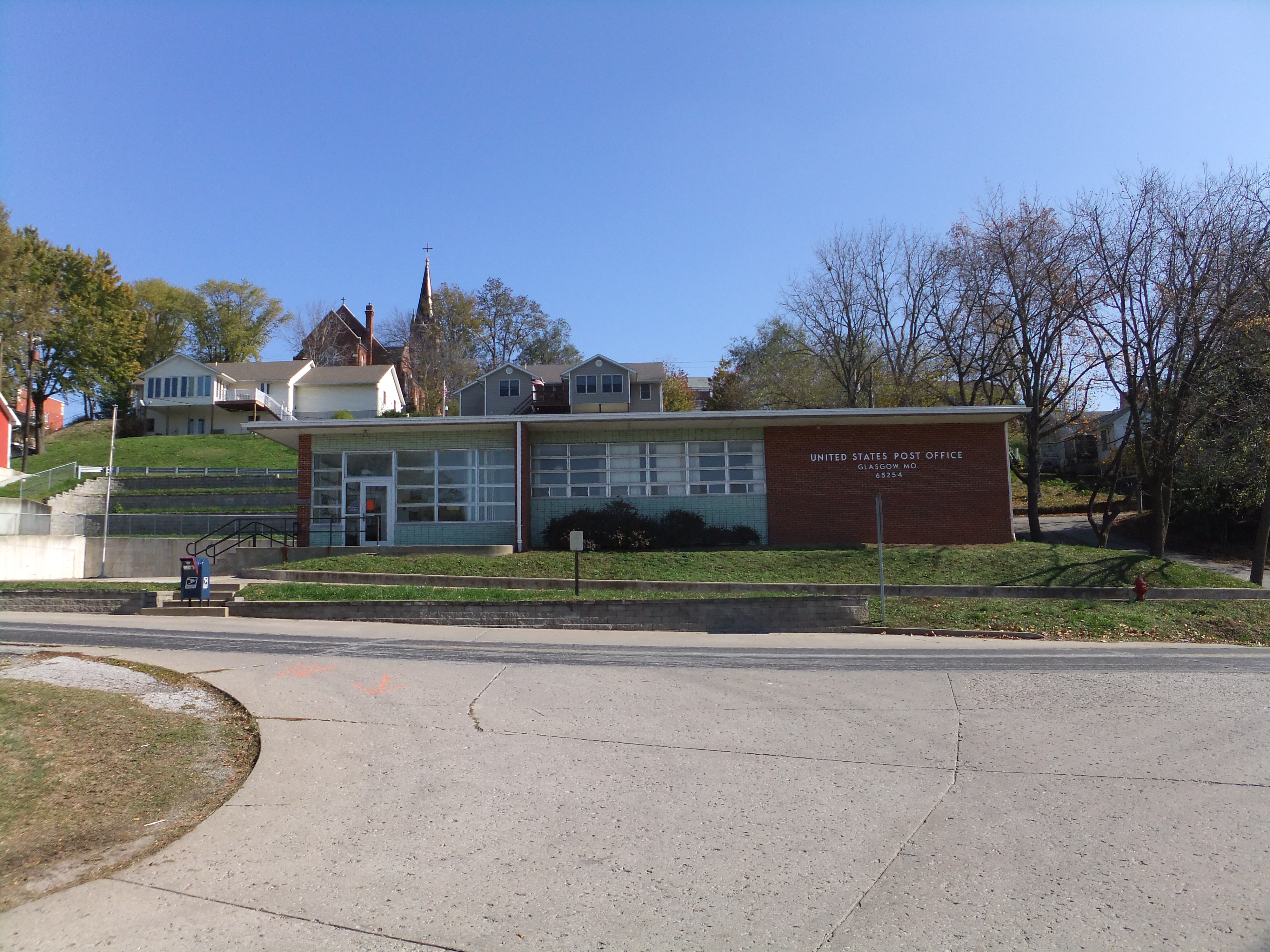
格拉斯哥邮局大厅

格拉斯哥（英語：Glasgow）是美国密蘇里州的一个城市，位于沙里頓縣和霍华德縣，在 2010年的人口普查中有人口1,103人。